# Max Immelmann

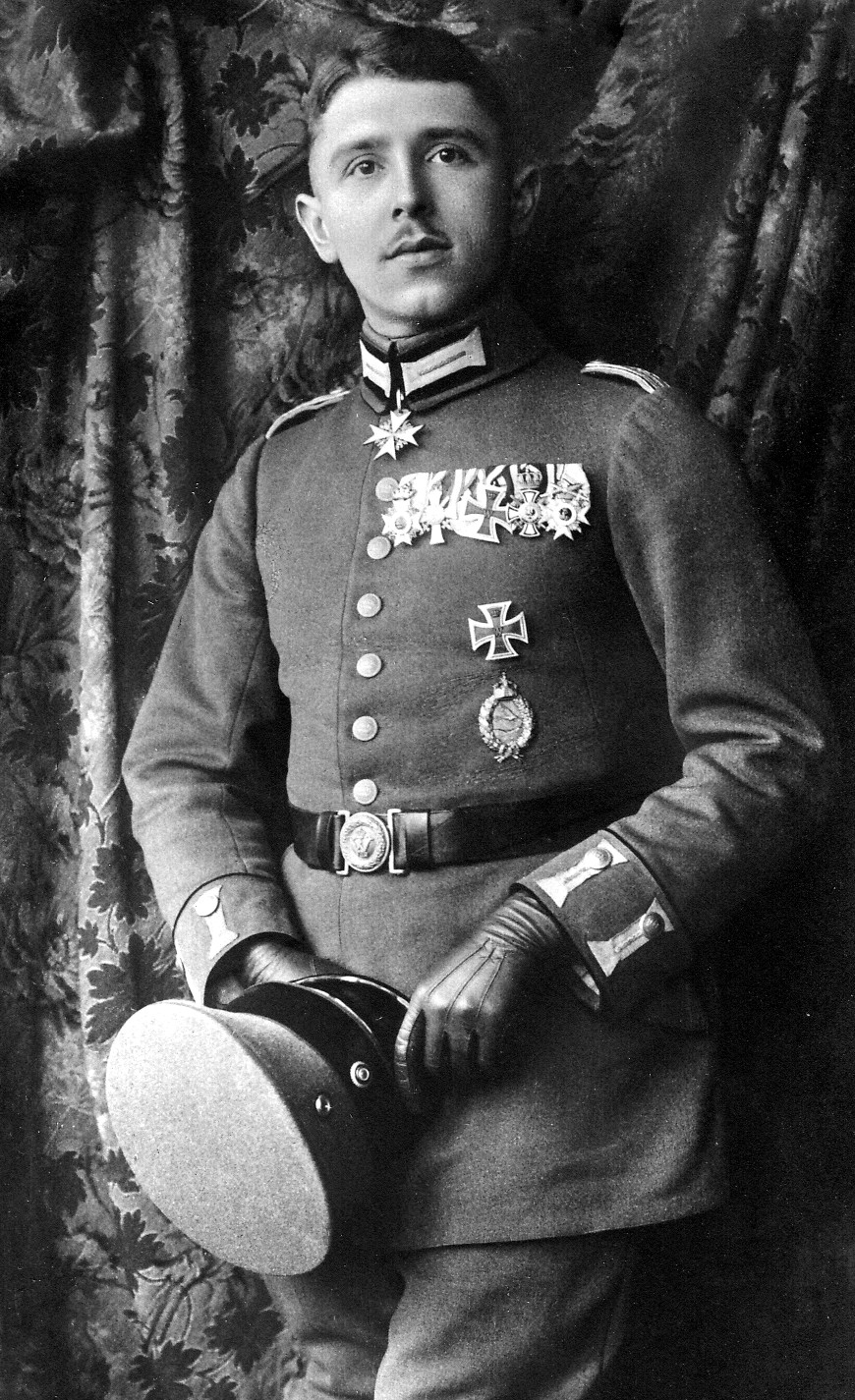

Max Franz Immelmann (* 21. September 1890 in Dresden; † 18. Juni 1916 bei Annay, Département Pas-de-Calais, Frankreich) zählte neben Oswald Boelcke und Manfred von Richthofen zu den bekanntesten deutschen Jagdfliegern des Ersten Weltkrieges. Seine Erfolge im Luftkampf trugen ihm bei seinen Gegnern den Beinamen „Adler von Lille“ ein. Er erhielt die höchste Tapferkeitsauszeichnung Preußens – den Orden Pour le Mérite.

## Leben

### Kindheit und Jugend
Max Franz Immelmann war der Sohn des Kaufmanns Franz August Immelmann (1858–1897), Inhaber einer Kartonagenfabrik, und dessen Ehefrau Gertrude Sidonie (1862–nach 1928), geborene Grimmer. Sie war die Tochter des Generalauditeurs Maximilian Bruno Grimmer (1818–1905). Immelmann hatte einen Bruder, den Röntgenologen Kurt Immelmann (Vater des Verhaltensbiologen Klaus Immelmann), und eine Schwester.
Seine ersten Jugendjahre verbrachte Immelmann im Dresdner Vorort Weißer Hirsch, wo er eine frühzeitige Veranlagung für alles Technische entwickelte. Nach dem Tod des Vaters oblag die Erziehung der Mutter. Immelmann, der das Königliche Gymnasium Dresdner-Neustadt besuchte, galt nicht als strebsam. Vom Beruf eines Soldaten hielt er zunächst nichts. Die Immelmanns zogen 1902 nach Braunschweig, wo Verwandte lebten und er das Herzogliche Gymnasium Martino-Katharineum besuchte. Die Familie kehrte 1904 nach Dresden zurück.

### Kadetten-, Regiments- und Studienzeit

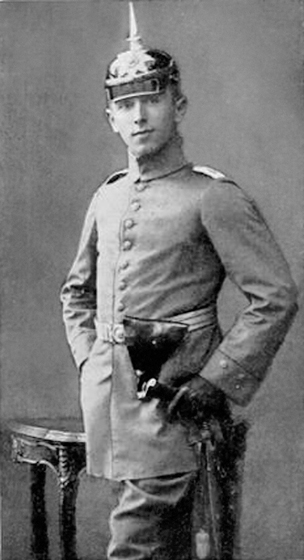
Leutnant Immelmann zwischen 1915 und 1916

Im April 1905 trat Immelmann als Kadett der Sächsischen Armee bei. Die Ausbildung erfolgte im königlich-sächsischen Kadettenkorps Dresden. Immelmann erkannte jedoch bald, dass ihm die militärische Lebensart missfiel und er stattdessen einen technischen Beruf erlernen wollte. Dies führte dazu, dass er 1908 aus dem Kadettenkorps austreten wollte. Auf Bitten der Mutter und vor dem Hintergrund eines späteren Studiums blieb er bis zu seinem Abiturabschluss.
Anschließend wurde er am 4. April 1911 als „(Portepee-)Fähnrich“ dem Eisenbahn-Regiment Nr. 2 in Berlin-Schöneberg überwiesen, wo sich Immelmann bei der Eisenbahn-Versuchs-Abteilung eine für ihn zufriedenstellende technische Betätigung erhoffte. Allerdings beschränkte sich diese nur auf die Anwendung technischer Bestimmungen. Dies bestärkte Immelmann in seinen Bestrebungen, auf eine Offizierslaufbahn zu verzichten, um Maschinenbau zu studieren. Auch der Besuch der Kriegsschule Anklam, zu der er im April 1911 abkommandiert worden war, änderte nichts mehr an seinem Beschluss, sich nach bestandenem Offiziersexamen in die Reserve versetzen lassen zu wollen. Mitte April 1912 wurde seiner Bitte entsprochen und Immelmann als sogenannter „Degen-Fähnrich“ zur Reserve beurlaubt; die eigentlich zeitnah anstehende Beförderung zum Leutnant unterblieb.
Im gleichen Jahr begann Immelmann an der Technischen Hochschule in Dresden sein Maschinenbaustudium, dessen erstes Arbeitssemester er im Reicker Turbinenwerk absolvierte. In seinem Studium wurde Immelmann Mitglied des Akademischen Turn-Vereins Alsatia Dresden und des ADAC, für den er 1913 bei der Harz-Winterprüfungsfahrt als Unparteiischer fungierte. Schließlich wurde Immelmann noch Mitglied des örtlichen Luftflottenvereins, wo er als Funktionär beim Dreiecksflug 1913/14 auf dem Flugplatz Dresden-Kaditz eingesetzt war.

### Erster Weltkrieg

#### 1914
Kurz nach Ausbruch des Ersten Weltkrieges bewarb sich Immelmann bei der Inspektion der Fliegertruppen als Flugschüler. Zunächst erfolgte jedoch im Zuge der Mobilmachung am 20. August seine Reaktivierung zu seinem früheren Regiment. Der dortige Garnisonsdienst als Zugführer beschränkte sich auf die Aufsichtsführung sowie das Üben des Feldbahn-Betriebs. Die Aufgaben begannen Immelmann zu langweilen, so dass er um eine Versetzung zur Infanterie bat. Stattdessen wurde er Kompanieführer und in Ermangelung eines Leutnants Offizierstellvertreter. Am 12. November erfolgte seine Versetzung zur Fliegertruppe. Die praktische Ausbildung erfolgte ab dem 13. November bei der Feldfliegerabteilung 2 auf dem Flugplatz Johannisthal. Der Theorieunterricht fand in Adlershof statt.

#### 1915

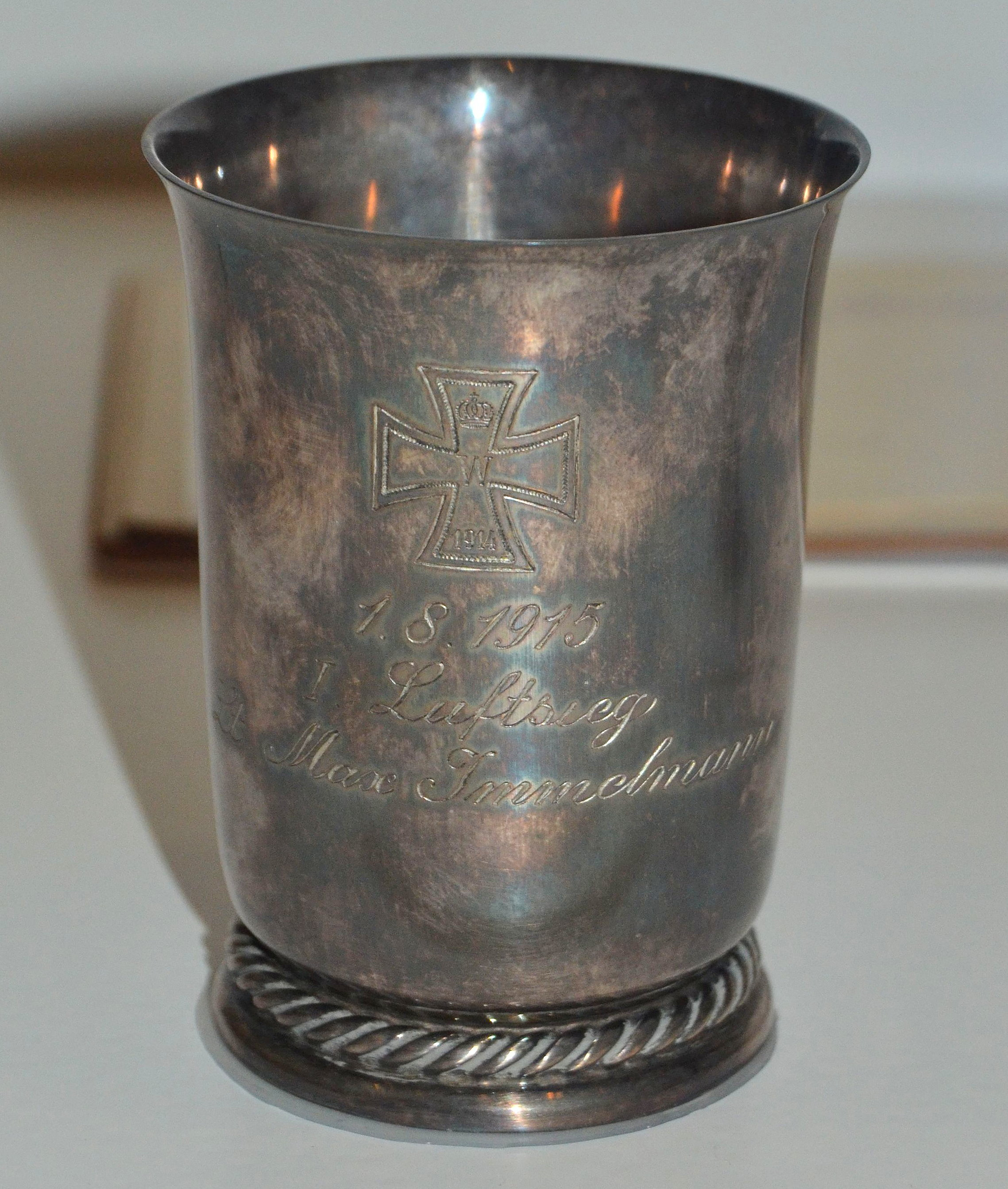
Ehrengeschenk an Max Immelmann anlässlich seines ersten Luftsieges am 1. August 1915

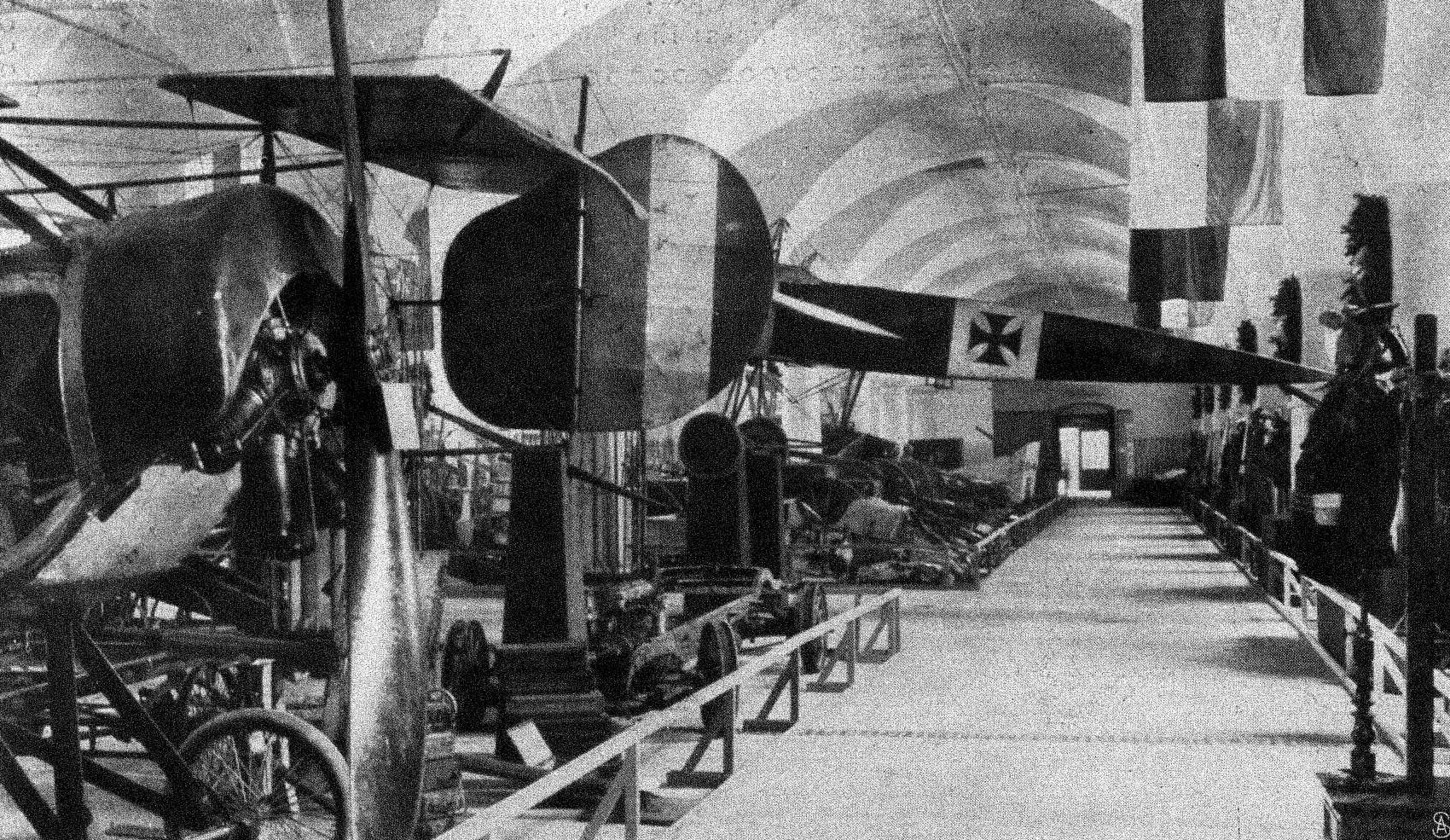
Immelmanns erstes Kampfflugzeug, ausgestellt in der Dresdener Kriegsausstellung

Nach 54 Schulflügen absolvierte Immelmann am 31. Januar den ersten Alleinflug. Am 9. Februar bestand er die erste Pilotenprüfung und zwei Tage später die Feldpilotenprüfung. Am 4. März erfolgte seine Versetzung zum Armeeflugpark 3 in die nordfranzösische Gemeinde Rethel. Dort unternahm Immelmann vornehmlich Botenflüge und fungierte zugleich als Führer der Kraftwagenkolonne. Seine dritte und letzte Flugmeisterprüfung bestand Immelmann am 27. März.
Am 12. April wurde Immelmann zur Feldflieger-Abteilung 10 nach Vrizy versetzt, wo er als Artillerieflieger die ersten Fronteinsätze flog. Seine Aufgaben bestanden in der Erkundung gegnerischer Artilleriestellungen und in der Feuerleitunterstützung der eigenen Batterien. Ende April wurde er zur in Aufstellung begriffenen Feldflieger-Abteilung 62 nach Döberitz kommandiert. Hier traf Immelmann auf Oswald Boelcke. Nach Abschluss der Aufstellung wurde die Abteilung nach Pontfaverger verlegt und von dort weiter nach Douai, wo sie auf dem nahen Flugplatz Brayelle stationiert wurde. Unterstellt war die Abteilung der 6. Armee. Im Juni erfolgte die teilweise Umrüstung der Abteilung auf den Jagdeinsitzer Fokker E.I, der mittels Unterbrechergetriebe das Schießen durch den Propellerkreis ermöglichte. Zunächst flog Immelmann als Aufklärer mit dem Auftrag, gegnerische Stellungen und Truppenbewegungen zu dokumentieren. Bis zum 25. Juni hatte er 21 Flüge absolviert. Neben Aufklärungs- und Sperrflügen betätigte sich Immelmann als Begleitschutz. Im Juli erhielt er das Eiserne Kreuz II. Klasse sowie die Friedrich-August-Medaille in Silber. Zugleich erfolgte am 14. Juli seine Beförderung zum Leutnant der Reserve. Am 30. Juli flog Immelmann erstmals die Fokker E.I. Als am 1. August der von der Feldflieger-Abteilung genutzte Flugplatz bombardiert wurde, konnte Immelmann nach kurzem Luftkampf eine B.E.2 zur Landung zwingen. Für seinen ersten Luftsieg wurde Immelmann noch am gleichen Tag das Eiserne Kreuz I. Klasse verliehen.
Seinen zweiten Abschuss errang Immelmann im gemeinsamen Wirken mit Boelcke am späten Abend des 9. September gegenüber einem französischen Artillerieflieger. Zwei weitere Abschüsse gegen Flugzeuge des Royal Flying Corps gelangen ihm am 21. September bei Willerval und am 10. Oktober nordwestlich von Lille. In Würdigung seiner bisherigen Leistungen belieh ihn der sächsische König Friedrich August III. am 13. Oktober mit dem Ritterkreuz des Militär-St.-Heinrichs-Ordens. Zuvor hatte er am 10. September das Ritterkreuz des Albrechtsordens mit Schwertern erhalten. Am 26. Oktober bezwang Immelmann einen französischen Doppeldecker. Seine anhaltenden Erfolge brachten ihm unter seinen Gegnern den Beinamen „Adler von Lille“ ein. Nach seinem sechsten Luftsieg am 7. November westlich von Douai mit anschließendem Festmahl an der Hoftafel von Rupprecht von Bayern bekam Immelmann am Folgetag aus den Händen seines Königs Friedrich August III. einen Wandteller aus Meißner Porzellan. Als weitere Auszeichnung in diesem Monat erhielt er das Ritterkreuz des Königlichen Hausordens von Hohenzollern mit Schwertern.
Nach einem Heimaturlaub und seiner Rückkehr zur Truppe wurde Immelmann eine weitere Ehrung zuteil, als ihm der Kronprinz von Bayern den Militärverdienstorden III. Klasse mit Schwertern überreichte. In das Luftkampfgeschehen griff Immelmann wieder am 15. Dezember ein, nachdem er wenige Tage zuvor eine Bruchlandung mit Überschlag heil überstanden hatte. An jenem Tag schoss er über Valenciennes einen zweisitzigen britischen Eindecker ab. In der zweiten Dezemberhälfte flauten die Luftkämpfe ab und zum Weihnachtsfest wurden Immelmann und Boelcke mit dem Ehrenbecher für den Sieger im Luftkampf ausgezeichnet.

#### 1916

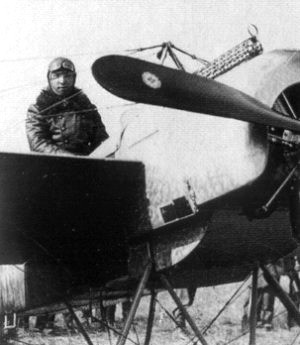
Immelmann und seine Fokker E.I

Am Morgen des 12. Januar schoss Immelmann bei Bapaume einen Vickers-Doppeldecker ab. Für ihre achten Abschüsse wurden Immelmann und Boelcke noch am Abend des gleichen Tages mit der höchsten preußischen Kriegsauszeichnung, dem Orden Pour le Mérite, ausgezeichnet. Dies waren die ersten beiden Verleihungen an Angehörige der Fliegertruppe.
Nach einem weiteren erfolgreichen Luftkampf am 2. März zwischen Lens und Arras gegen einen britischen Doppeldecker schoss Immelmann im Verlauf des 13. März zwei Flugzeuge ab, denen am 29. März ein weiteres folgte. In der Zwischenzeit hatte er den Luftschutz für die am Boden kämpfenden Hamburgischen Regimenter übernommen, wofür ihm der regierende Bürgermeister Carl August Schröder bei einem Frontbesuch seiner Truppen das Hanseatenkreuz seiner Stadt verlieh. Nach seinem 13. Abschuss am 30. März erhielt Immelmann, der bis dahin etwa 450 Einsätze geflogen hatte, in Anerkennung seiner Verdienste ein Dankschreiben des Kaisers Wilhelm II. und Friedrich August III. belieh ihn mit dem Komturkreuz II. Klasse des Militär-St.-Heinrichs-Ordens.
Ende April bezwang Immelmann zusammen mit seinem Zögling Max von Mulzer einen britischen Doppeldecker, bevor er wenige Tage später während eines Luftgefechtes selbst abgeschossen wurde. Ihm gelang, die beschädigte Maschine sicher zu landen. Indes war Immelmann seit einiger Zeit bewusst geworden, dass er Flieger bleiben wollte. Er reichte daher ein Gesuch ein, worin er darum bat, wieder zu den aktiven Offizieren übertreten zu dürfen. Der sächsische König und dessen Kronprinz befürworteten dessen Eingabe und mit Wirkung vom 1. April erfolgte seine Aktivierung als Oberleutnant. Am 16. Mai schoss Immelmann westlich von Douai sein 15. Feindflugzeug ab, einen einsitzigen Bristol-Doppeldecker. Dem folgte am 31. Mai ein weiterer Beinahe-Absturz Immelmanns, nachdem er sich aufgrund eines Defekts am Unterbrechergetriebe die Luftschraube seiner Fokker selbst zerschossen hatte. In diesem Monat wurde er mit dem osmanischen Eisernen Halbmond und der Imtiyaz-Medaille in Silber ausgezeichnet. In der Folge ebbten die Lufttätigkeiten wegen des schlechten Wetters für Wochen ab. Während dieser Phase wurde am 13. Juni 1916 die Feldflieger-Abteilung 62 aus ihrem Einsatz herausgelöst und verlegt. An deren Stelle trat die bayerische Feldflieger-Abteilung 5b, deren Kommandeur die Fokker-Piloten der FFA 62 unterstellt wurden. Zu dieser Zeit war Immelmann bereits mit der Aufstellung einer eigenen Jagdstaffel (Jasta) betraut worden.

### Tod
Am 18. Juni 1916 erging gegen 17 Uhr Fliegeralarm, als britische Bomber von Arras kommend gemeldet worden waren. Die Flugzeuge wurden zum Abdrehen gezwungen. Wenige Stunden später wurde erneut Alarm ausgelöst, als sieben britische Bomber bei Sallaumines gesichtet wurden. Zur Unterstützung der bereits im Luftkampf stehenden Piloten Max von Mulzer, Albert Oesterreicher, Alfred Prehn und Wolfgang Heinemann startete Immelmann gegen 21:30 Uhr.
Inzwischen hatte sich der Pulk in zwei Gruppen geteilt. Immelmann steuerte auf die Gruppe um Prehn/Heinemann zu, die sich über Hénin-Liétard befand und unter Beschuss der eigenen Artillerie lag. Das von Immelmann attackierte Flugzeug scherte nach seinem Beschuss aus der Formation aus und ging mit ihm zusammen in den Sinkflug über (Grafik 1). Daraufhin löste sich aus der nordöstlichen Kampfgruppe ein F.E.2B-Doppeldecker, der seinerseits von von Mulzer verfolgt wurde (Grafik 2). Prehn/Heinemann, die die Gefahr durch das sich Immelmann nähernde Flugzeug erkannten, lösten sich daraufhin von ihren Gegnern, um die anfliegende Maschine zu binden, was Prehn gelang. Immelmann folgte zwischenzeitlich dem stürzenden Bomber weiter in die Tiefe, bis er von Mulzers Fokker überholt wurde, dem der Treibstoff zur Neige ging und der an seiner Stelle die F.E.2 zur Erde begleitete (Grafik 3). Daraufhin ging Immelmann in den Steigflug über, um sich einem neuen Gegner zuzuwenden. In diesem Moment zerbrach Immelmanns Fokker in zwei Teile und stürzte ab (Grafik 4).

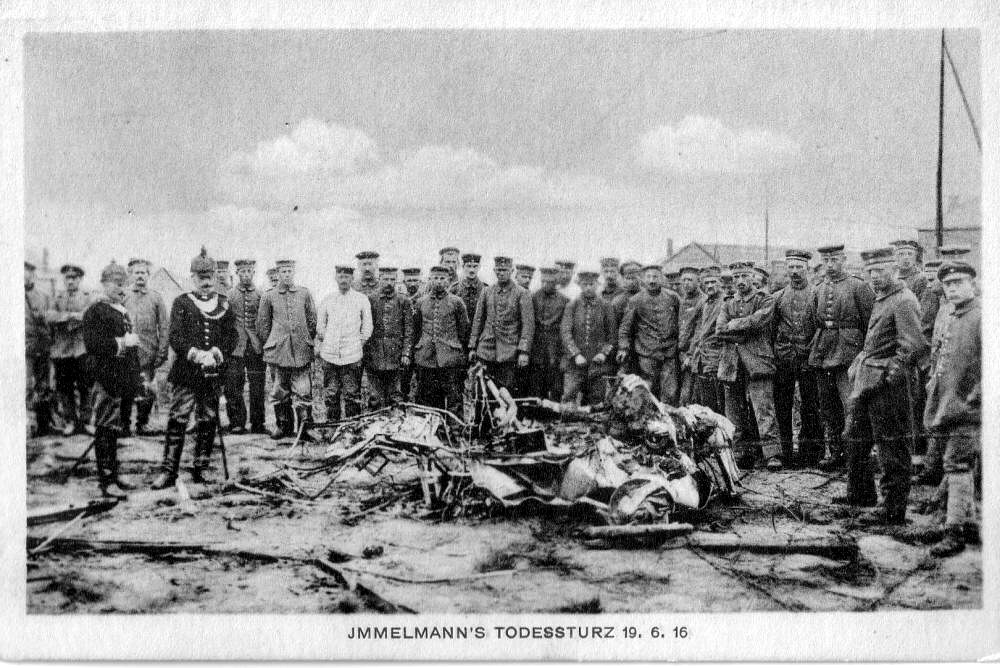
Immelmanns Absturzstelle am 19. Juni 1916

Anthony Fokker erklärte nach einer Besichtigung des Wracks, dass die Maschine durch Artilleriefeuer (Eigenbeschuss) zerrissen worden sei. Eine andere Ursache für Immelmanns Absturz soll das Versagen der Synchronisation des Unterbrechergetriebes gewesen sein, wodurch Immelmann sich den Propeller selbst zerschossen habe. Durch die auftretende Unwucht des Motors habe sich die Fokker aufgeschaukelt, woraufhin das filigrane Flugzeug zerbrochen sei. Zu diesem Ergebnis kam die offizielle Untersuchungskommission der 6. Armee in ihrem Abschlussbericht. Nach der dritten genannten Absturzversion soll Immelmann vom Heckschützen James Henry Waller abgeschossen worden sein.
Die Rumpf- und Heckteile der Fokker schlugen hunderte Meter voneinander entfernt im Frontbereich des Infanterie-Regiments „Lübeck“ (3. Hanseatisches) Nr. 162 auf.
Immelmanns Tod löste Bestürzung und Trauer aus. Sein Leichnam wurde im Garten des Lazaretts von Douai aufgebahrt, wo ihm die Totenwache gehalten wurde. Anschließend wurde der Sarg nach Dresden überführt, wo er am 25. Juni eintraf. Vom Bahnhof Dresden-Neustadt trat der Trauerzug seinen Weg zum Urnenhain Tolkewitz an, wo nach einer großen Trauerfeier vor höchsten sächsischen Offizieren und Vertretern des Königshauses Immelmanns Begräbnis stattfand, zu dem Zehntausende gekommen waren. Über der Krematoriumshalle kreuzte während der Trauerfeier das Luftschiff LZ 16 (militärische Bezeichnung: Zeppelin IV), wobei aus den Gondeln zwei Rosensträuße abgeworfen wurden.
Zum zwölften Jahrestag wurde am 25. Juni 1928 eine von Peter Pöppelmann geschaffene Plastik an seinem Grab übergeben.

## Rezeption

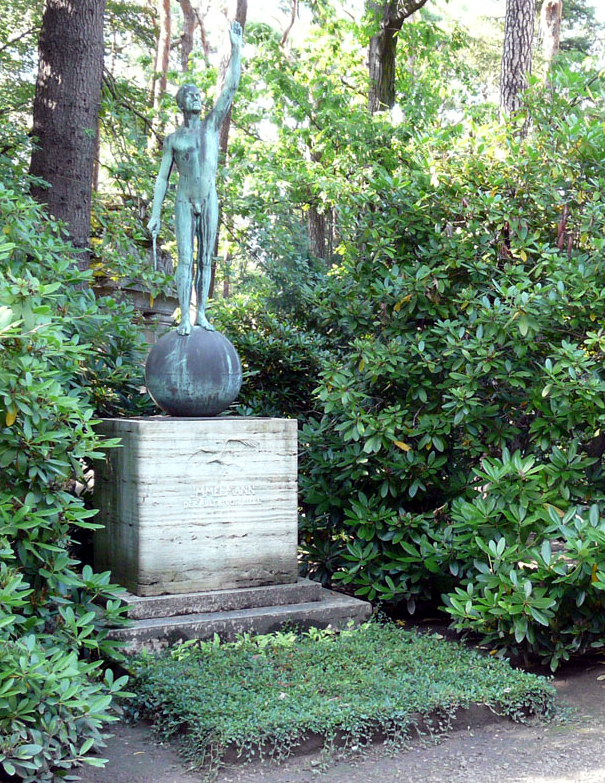
Immelmanns Grab auf dem Urnenhain in Dresden-Tolkewitz

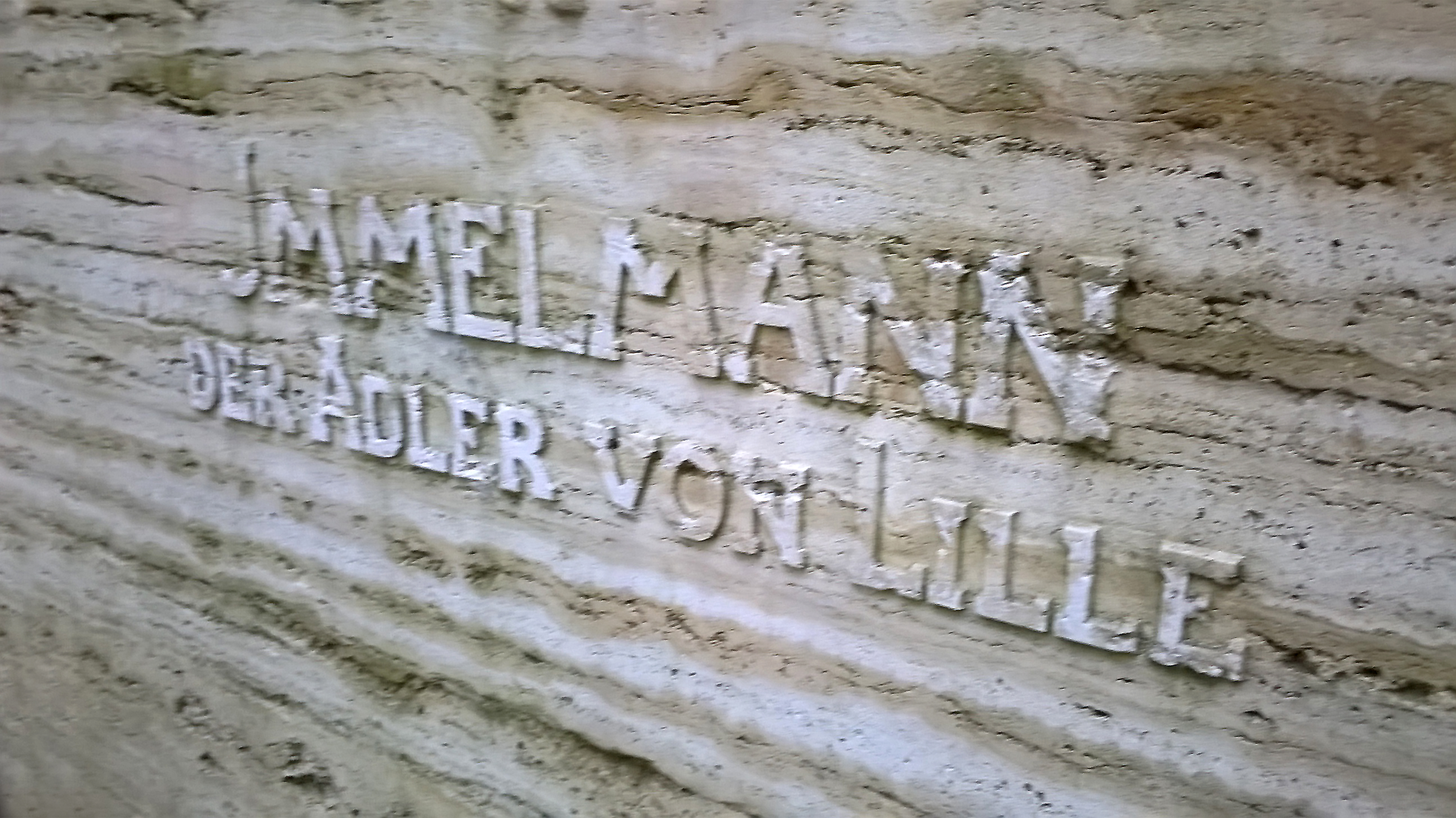
„Der Adler von Lille“ – Grab Immelmanns in Dresden

Max Immelmann galt als ausgezeichneter Taktiker und exzellenter Flieger. Nach ihm ist heute das als Immelmann bezeichnete Kunstflugmanöver benannt. Neben Boelcke und Richthofen gehörte Immelmann einer neuen Generation von Jagdfliegern an, deren Ziel darin bestand, ihre Gegner aggressiv aus dem Hinterhalt heraus anzugreifen und zum Absturz zu bringen.
Der um diese Idole betriebene Kult nahm immense Auswüchse an. Immelmann und andere hochdekorierte Fliegerhelden dieser Epoche wurden der Bevölkerung als sinnbildliche Vorbilder an Opferbereitschaft und Kampfeswillen verkauft, um das Pathos eines ritterlichen Kampfes zu glorifizieren, das vom unpersönlichen Massensterben in den Schützengräben ablenken sollte. Die mediale Zelebrierung der Taten und die Zurschaustellung ihrer Kriegsgeräte trugen dazu bei, dass diese Piloten zu Volkshelden verklärt wurden, deren Männlichkeitsbild nachahmungs- und verehrenswert erschien. Zusätzlich durch propagandistische Berichte angefeuert, entstanden unter diesen ernannten „Ikonen“ regelrechte Hetzjagden nach der höchsten Abschusszahl, die zu immer waghalsigeren Einsätzen führten. So fielen bis Kriegsende 27 der 72 Jagdpiloten, die Ritter des Ordens des Pour le Mérite waren.
Zur Zeit des Nationalsozialismus wurde Immelmann weiterhin als Kriegsheld propagiert, was sich in zahlreichen Straßenbenennungen sowie in der Verleihung des Traditionsnamens „Immelmann“ an das Sturzkampfgeschwader 2 der Luftwaffe niederschlug. An der Technischen Hochschule Darmstadt wurde 1938 eine Kameradschaft Immelmann des NS-Studentenbundes aufgestellt. Auch ein Flugsicherungsschiff erhielt seinen Namen. Immelmanns Verehrung reicht bis in die heutige Zeit. So trägt das Taktische Luftwaffengeschwader 51 „Immelmann“ sein Andenken. Darüber hinaus wurden nach ihm zwei Kasernen der Bundeswehr benannt: die Immelmann-Kaserne in Celle sowie die Max-Immelmann-Kaserne in Manching-Oberstimm bei Ingolstadt. Das heutige Gymnasium am Romäusring in Villingen-Schwenningen wurde ebenfalls nach ihm benannt.
Zusammenfassend lässt sich festhalten, dass Immelmanns Aufstieg mit der Einführung des Fokker-Jagdflugzeugs mit synchronisiertem Maschinengewehr begann. Um die Jahreswende 1915/1916 war dieses Flugzeug allen alliierten Maschinen überlegen. Die dank dieser Neuerung in relativ kurzer Zeit zurückgewonnene Luftüberlegenheit war so gravierend, dass das Britische Parlament zeitweilig von der Fokker-Plage sprach.

## Persönlichkeit
Immelmann war Vegetarier. Er trank keinen Alkohol und rauchte nicht. Sein Wesen wurde als ruhig, besonnen und bescheiden beschrieben. Der britische Autor Arch Whitehouse bezeichnet Immelmann als überhebliches und selbstbewusstes „Schwarzes Schaf am Himmel“, das jegliche Anordnungen hinsichtlich Verbandsflug und Teamwork ignorierte und dem es an gesellschaftlichen Gepflogenheiten mangelte. Nach Anthony Fokker war Immelmann ein ernster und bescheidener Mann, der sich außerordentlich für die technische Seite der Fliegerei interessierte. Neben einem durchtrainierten Körper soll Immelmann über eine hervorragende Sehschärfe verfügt und nie über die Gefahren des Luftkampfes gesprochen haben.

## Grabraub und Grabschändung

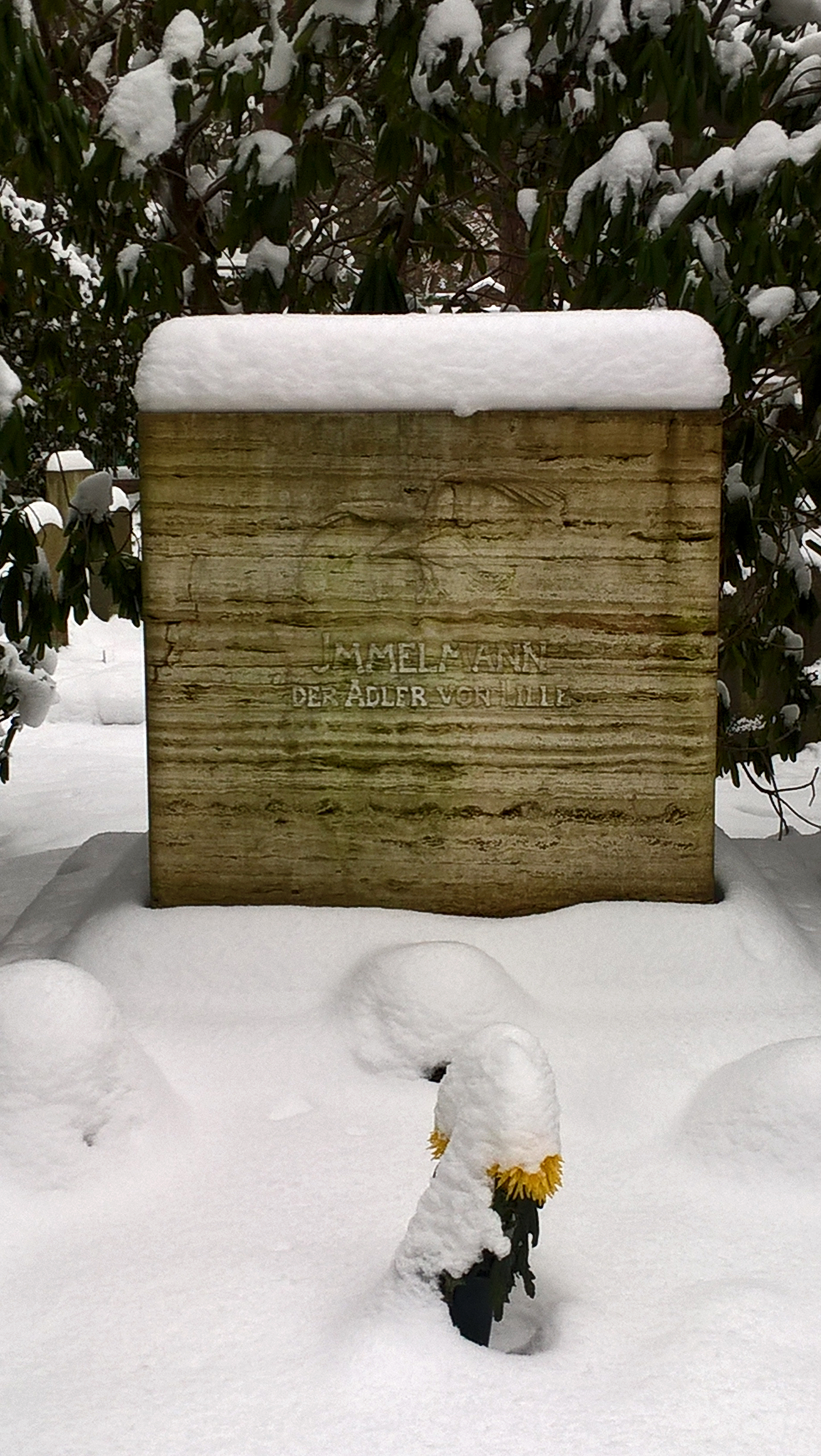
Grabraub und Grabschändung

In der Sonntagnacht am 31. Januar 2021 wurde das Ehrengrabmal von Max Immelmann in Tolkewitz beraubt und geschändet. Die von Peter Pöppelmann geschaffene Grabfigur mit dem Titel „Adler von Lille“, ein Artefakt der Zeitgeschichte des Ersten Weltkriegs, wurde demontiert und abtransportiert. Dabei wurde die ca. 100 Kilogramm schwere und ca. 180 Zentimeter hohe Grabfigur fachmännisch von zwei Männern vom Sockel abgeschraubt und im mitgebrachten Handwagen zu einem in der Nähe geparkten Kleintransporter gebracht. Ein aufmerksamer Anwohner beobachtete den Grabraub und informierte die Polizei. Die Polizei ermittelte gegen die beiden Männer wegen weiterer Diebstähle. Vermutungen zu weiteren Hintermännern stehen im Raum. In den Monaten vor dem Diebstahl wurde der Friedhof Tolkewitz schon mehrere Male von Grabräubern heimgesucht. Immer im Fokus standen Grabmale von Soldaten. Bronze-Schmuckornamente vom Grab eines Majors, und von weiteren historischen Gräbern wurden zum Teil mannshohe Bronzeplatten mit antiken Motiven gestohlen. Alle Gegenstände des Grabbeischmucks haben eines gemeinsam; sie haben einen Bezug zum Ersten Weltkrieg und sind als Artefakte historisch bedeutsame Unikate. Die Friedhofsverwaltung vermutet – „Diebstahl auf Bestellung“.
Die Staatsanwaltschaft in Dresden erhob gegen die vermutlichen Täter Anklage. Sie schätzte den Wert der historisch kaum mit Geld bemessbaren Grabfigur auf mindestens 50.000 Euro. Nach erfolgter Restaurierung der verschiedenen Schäden wurde die Plastik am 15. Juni 2021 wieder an der Grabstätte angebracht.

## Schriften
- Meine Kampfflüge. August Scherl Verlag, Berlin 1916 (Digitalisat).